# Alemão (1984–2007)
Carlos Adriano de Jesus Soares (ur. 10 kwietnia 1984, zm. 8 lipca 2007) – brazylijski piłkarz występujący na pozycji napastnika.

## Kariera piłkarska
Od 2004 do 2007 roku występował w Coritiba, Kyoto Purple Sanga, Yokohama FC i SE Palmeiras.